# Lucius Manlius Vulso (Prätor 218 v. Chr.)
Lucius Manlius Vulso war 218 v. Chr., im ersten Jahr des Zweiten Punischen Krieges, ein Prätor der römischen Republik. Er gehörte wahrscheinlich 216 v. Chr. zu den Vermissten nach der Schlacht von Cannae.

## Leben
Lucius Manlius Vulso entstammte dem Patriziergeschlecht der Manlier und war vielleicht ein Sohn des Konsuls von 256 und 250 v. Chr., Lucius Manlius Vulso Longus. Über seine frühe Lebenszeit ist nichts bekannt. Obwohl er und Gaius Atilius Serranus nur anlässlich ihrer vergeblichen Kandidatur für das Konsulat von 216 v. Chr. vom römischen Geschichtsschreiber Titus Livius mit ihren vollen Namen bezeichnet werden, sind sie höchstwahrscheinlich mit den beiden Prätoren Lucius Manlius und Gaius Atilius des Jahres 218 v. Chr. identisch, die von Livius und dem griechischen Historiker Polybios stets ohne ihre Beinamen angeführt werden.
Über die Anfang 218 v. Chr. erfolgte Anlage der römischen Kolonien Placentia (das heutige Piacenza) und Cremona verärgert sowie durch die Aussicht auf das baldige Eintreffen des punischen Feldherrn Hannibal in Norditalien ermutigt, erhoben sich die Boier der Po-Ebene etwa Mitte 218 v. Chr. gegen die Römer. Ihnen schlossen sich die Insubrer an. Gemeinsam vertrieben sie die römischen Kolonisten aus Piacenza und Cremona und belagerten die Geflüchteten in Mutina (dem heutigen Modena).
Der mit dem Schutz der neuen Kolonien beauftragte Prätor (wohl peregrinus) Manlius marschierte mit seinem Heer gegen die aufständischen Boier nach Mutina. Diese legten aber in einer waldigen Gegend einen Hinterhalt und fielen, sobald der Prätor mit seinen Truppen an dieser Stelle erschien, über die Römer her. Dieser Überfall kostete zahlreichen von Manlius’ Soldaten das Leben. Der Prätor und die übrigen Überlebenden sammelten sich, als sie wieder in offenes Gelände gelangten, und zogen sich halbwegs geordnet nach Tannetum (heute Taneto in der italienischen Provinz Reggio Emilia) zurück, wo sie von den Boiern belagert wurden. Der Prätor Gaius Atilius Serranus kam nun mit einer Legion, die eigentlich dem Konsul Publius Cornelius Scipio für den Kampf gegen Hannibal in Spanien hätte dienen sollen, dem eingeschlossenen Manlius zu Hilfe. Daraufhin zogen die Boier ab.
Aus der Bemerkung des Livius, dass Ende 217 v. Chr. der Auftrag für die Errichtung eines Tempels der Concordia vergeben wurde, den der Prätor Lucius Manlius zwei Jahre zuvor bei einem Soldatenaufstand in Gallien gelobt hatte, schließt der Althistoriker Friedrich Münzer, dass sich diese Nachricht auf Meutereien beziehe, die unter den Kriegern des Lucius Manlius Vulso anlässlich der Kämpfe gegen die Boier ausgebrochen seien. Bereits 216 v. Chr. konnte das versprochene Heiligtum geweiht werden.
Nachdem der Konsul Scipio den Vormarsch Hannibals von Spanien nach Gallien und danach über die Alpen nicht hatte stoppen können, kehrte er etwa im November 218 v. Chr. wieder nach Norditalien zurück und übernahm den Oberbefehl über die Heere der Prätoren Manlius und Atilius, die er nach Rom zurücksandte. Mit diesen Truppen zog der Konsul Hannibal entgegen, erlitt aber in einer Reiterschlacht am Ticinus eine empfindliche Niederlage gegen den großen punischen Feldherrn.
Bei der Wahl für das Konsulat des Jahres 216 v. Chr. traten u. a. Manlius und sein ehemaliger Amtskollege Atilius als Kandidaten auf, doch blieben sie erfolglos, da Gaius Terentius Varro das Rennen machte. Nach der verheerenden Niederlage der Römer in der Schlacht bei Cannae (216 v. Chr.) gerieten viele von ihnen in Gefangenschaft. Hannibal bot deren Freikauf an, wovon der Senat aber nichts wissen wollte. Livius erzählt nach einer Nebenüberlieferung, dass zwecks diesbezüglicher Verhandlungen zuerst zehn Gesandte nach Rom gekommen seien und später drei weitere, nämlich Lucius Manlius, Lucius Scribonius und Gaius Calpurnius. Diese drei letzteren wären, da sie mit ihrem Antrag auf Loskaufung der Gefangenen nicht erfolgreich gewesen seien, zu Hannibal zurückgekehrt. Friedrich Münzer glaubt, dass der von Livius bei dieser Gelegenheit erwähnte Lucius Manlius mit einiger Wahrscheinlichkeit mit dem hier behandelten Lucius Manlius Vulso identisch ist; ebenso sei der Kern der livianischen Erzählung historisch; Manlius werde wohl wirklich einer der vielen in der Schlacht von Cannae verschollenen Römer gewesen sein.